# Нова Обра (Вольштинський повіт)
Нова Обра (пол. Nowa Obra, нім. Neu Obra Hauland) — село в Польщі, у гміні Вольштин Вольштинського повіту Великопольського воєводства.
Населення — 83 особи (2011).
У 1975-1998 роках село належало до Зеленоґурського воєводства.

## Демографія
Демографічна структура станом на 31 березня 2011 року:
|          | Загалом | Допрацездатний вік | Працездатний вік | Постпрацездатний вік |
| -------- | ------- | ------------------ | ---------------- | -------------------- |
| Чоловіки | 43      | 16                 | 26               | 1                    |
| Жінки    | 40      | 7                  | 25               | 8                    |
| Разом    | 83      | 23                 | 51               | 9                    |